# Eurytoma crambicola
Eurytoma crambicola är en stekelart som beskrevs av Zerova 1981. Eurytoma crambicola ingår i släktet Eurytoma och familjen kragglanssteklar.
Artens utbredningsområde är Turkmenistan. Inga underarter finns listade i Catalogue of Life.